# 巴特索登-阿伦多夫
巴特索登-阿伦多夫（德語：Bad Sooden-Allendorf，發音：[baːt ˈzoːdn̩ ˈalənˌdɔʁf] ⓘ）是德国黑森州卡塞尔行政区威拉-迈斯讷县的城市，面积73.75平方千米，2023年12月31日人口为8,370人。